# Estación de Nuevo Xcán
Nuevo Xcán es una estación de trenes que se ubica en el municipio de Lázaro Cárdenas, Quintana Roo. La estación permitirá conectar y atender el transporte local y el turismo con la zona de Holbox.

## Tren Maya
Andrés Manuel López Obrador anunció en su campaña presidencial del 2018 el proyecto del Tren Maya. El 13 de agosto de 2018 anunció el trazo completo. El recorrido de la nueva ruta del Tren Maya puso a la Estación Nuevo Xcán en la ruta que conectaría con Valladolid, Yucatán y Cancún, Quintana Roo.

## Características de la Estación
El diseño de la estación se diseño acorde a las condiciones de la zona. El espacio contará con una serie de elementos naturales como jardines y vegetación propia de la zona local.
El pavimento empedrado sobre el camino principal será de roca caliza, mientras que los caminos secundarios y miradores estarán hechos de sascab y los muros de contención serán de material pétreo. También se planea tener espacios sostenibles con elementos naturales.
Actualmente, la estación en Nuevo Xcán se encuentra abierta y recibe a viajeros locales, nacionales e internacionales.